# Marte (Nigeria)
Pour les articles homonymes, voir Marte.
Marte  est une ville et une zone de gouvernement local de l'État de Borno au Nigeria,.

## Source
- (en) Cet article est partiellement ou en totalité issu de l’article de Wikipédia en anglais intitulé « Marte » (voir la liste des auteurs).